# Cheval en Roumanie
Le cheval en Roumanie (roumain : cal) connaît une décrue d'effectifs au XXe siècle puis au début du XXIe siècle. La Roumanie est un pays producteur de viande de cheval, mais non consommateur, en raison de la valorisation culturelle des chevaux.

## Histoire

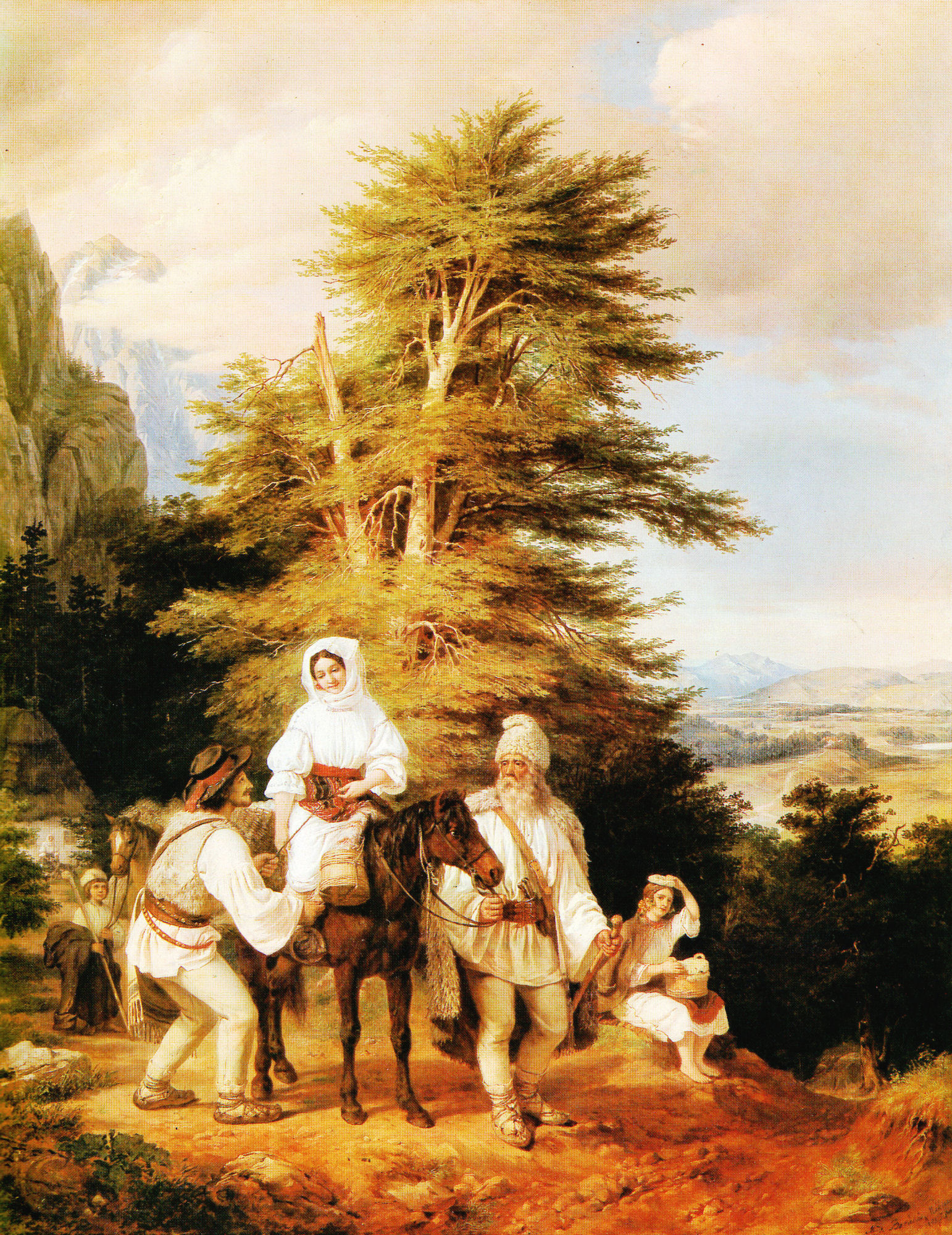
Famille roumaine allant au marché, par Miklós Barabás, 1844.

L'existence de petit chevaux de type Huçul sur le territoire roumain est documentée de façon très ancienne, mais leur origine reste peu claire,.
En 1860, 506 104 chevaux sont recensés en Roumanie ; en 1873, ils sont 426 859, soit une densité de 2 chevaux pour 50 hectares de terres, inférieure à celles de la France et de l'Angleterre. Il s'agit essentiellement de petits chevaux vifs et résistants à la fatigue, doués de peu de force de traction. Leur élevage s'effectue en extérieur dans les prairies jusqu'aux premières chutes de neige, puis ils sont rentrés à l'écurie et nourris de paille et de foin jusqu'au printemps.
La politique communiste des années 1950 et 1960 tente de réduire le nombre de chevaux du pays au nom de la modernisation.
D'après le témoignage de William Blacker, tout au long des années 1990, la Roumanie est très certainement le pays d'Europe comptant la plus haute densité de chevaux, et ce en dépit de la politique communiste enjoignant aux paysans de s'en défaire à l'abattoir.
L'article 71 du code de la route interdit aux attelages hippomobiles de circuler sur les routes nationales de Roumanie depuis 2008, au motif qu'ils seraient responsables de 10 % des accidents de la route. Cela entraîne une diminution des effectifs globaux.
La Roumanie est impliquée dans la fraude à la viande de cheval de 2013, la viande de cheval étant frauduleusement vendue sur les marchés locaux roumains  comme du bœuf. Le marché roumain de la production de viande subit de nombreuses critiques à l'époque, souvent infondées.

## Pratiques et utilisations
L'équitation de loisir se développe, parallèlement au recul de l'usage de la traction hippomobile agricole.

## Élevage
Plusieurs races roumaines se sont éteintes au cours du XXe siècle.
Le Roumanie élève des races de chevaux nationales spécialisées, le Trait roumain, le Cheval de sport roumain, le Trotteur roumain et le Poney roumain. Ce pays héberge aussi l'une des deux populations de chevaux européennes que l'on puisse considérer comme réellement retournées à l'état sauvage, le cheval du delta du Danube, lequel profite d'une végétation particulièrement propice.
Plusieurs races de chevaux transfrontières originaires d'Europe centrale et orientale, sont présentes en Roumanie : le Huçul, le Lipizzan (à faibles effectifs), le Gidran, le Furioso, le Nonius et le Shagya.
L'effectif de chevaux arabes est très réduit.
Les chevaux roumains sont exposés aux infections des maladies à tiques (borreliose). L'infestation par Toxoplasma gondii a été recherchée chez des chevaux roumains abattus pour leur viande, et détectée chez 38 à 39 % d'entre eux. Comme dans beaucoup d'autres régions d'Europe, les chevaux de travail roumains sont parasités par des petits strongles. D'autres parasites intestinaux sont possibles.
L'infestation de la viande de cheval roumaine par la trichinose est très rare.

### Haras nationaux & dépôts d'étalons
- Haras national de Radautz
- Haras national de Beclean
- Haras national de Jegălia
- Dépôt d'étalons de Dumbrava

## Culture

Statue équestre de Carol Ier à Bucarest.

Si le cheval est présent dans l'art et les traditions de tous les peuples européens, sa présence est encore plus marquée au sud du Danube. D'après Paul H. Stahl, les motifs de chevaux de bois sculptés trouvés en Roumanie pourraient avoir un lien avec les motifs similaires trouvés en Scandinavie. L'animal, symbole de fertilité, de virilité et du soleil, est particulièrement valorisé dans la culture roumaine, tuer un cheval étant vu comme un péché aussi grave que tuer un être humain. De même, sa viande n'est pas consommée, car le cheval a la réputation d'avoir été la monture d'Ève.